# Terrat

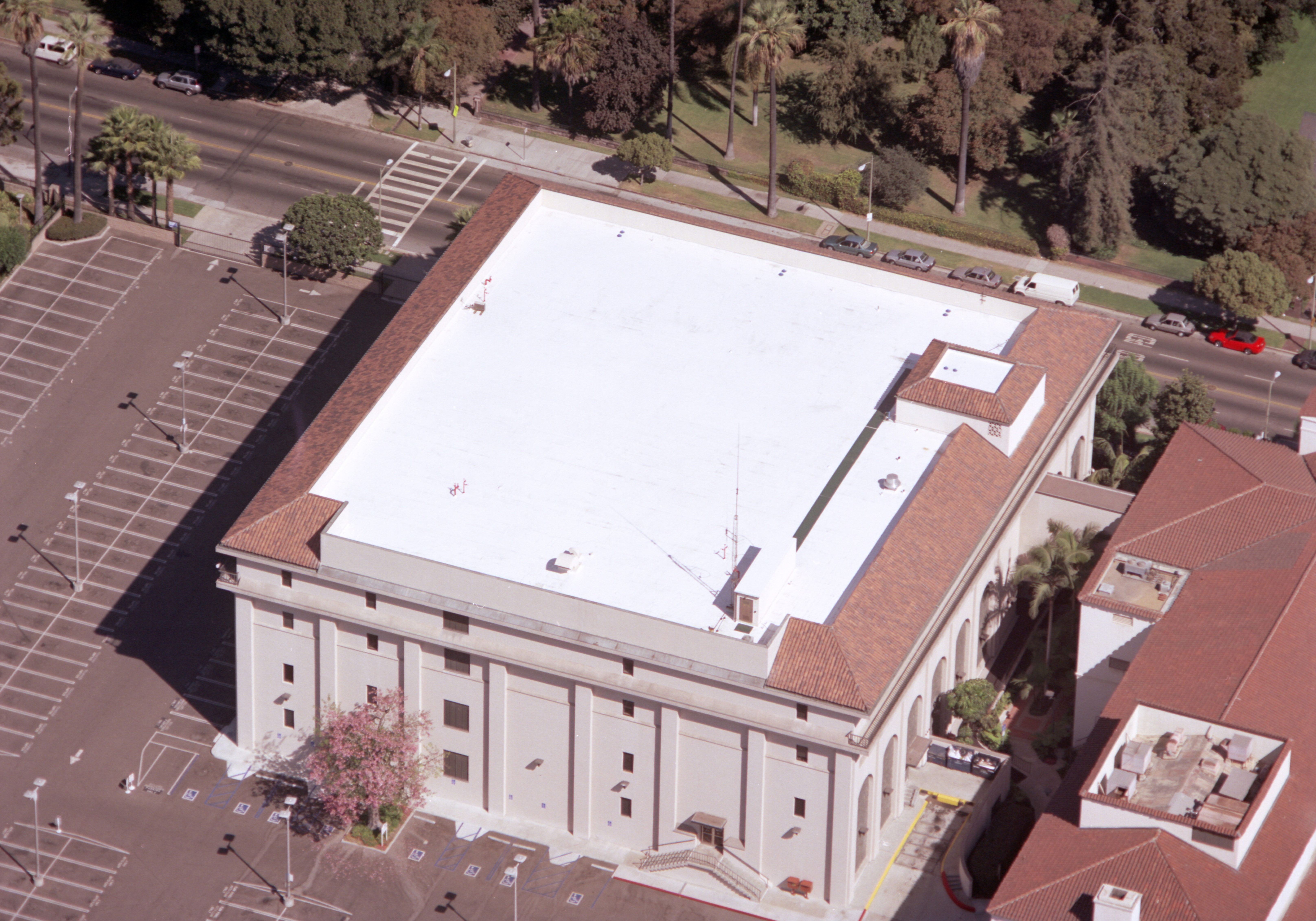
Edifici amb terrat a Los Angeles, Califòrnia

Ua terrat és un substitut de la teulada clàssica que es basa en un sistema constructiu que no té teules visibles externament formant la coberta. En canvi, s'instal·len rajoles sobre una estructura de tabic amb cambra d'aire en el cas de la terrassa catalana, que dóna a l'edifici un aspecte més modern i net. Aquesta solució arquitectònica s'ha popularitzat en els darrers anys, tant en construccions residencials com comercials. A causa dels seus nombrosos avantatges estètics i arquitectònics i de la seva versatilitat, els terrats s'han adoptat àmpliament en construccions residencials d'alta gamma.

## Característiques
La recerca per solucions arquitectòniques més modernes i eficients ha impulsat l'ús de cobertes integrades. Aquesta tecnologia, que amaga les teules tradicionals, permet la creació de projectes visualment més nets que s'integren en el paisatge urbà. A part de l'aspecte estètic, els terrats ofereixen diversos avantatges funcionals, com ara una major capacitat d'aïllament tèrmic i acústic, especialment quan s'adopten juntament amb teules termo-acústiques.
El terrat és una solució versàtil i eficient des del punt de vista constructiu, ja que ofereix diversos avantatges pel que fa a estètica, funcionalitat, durabilitat i confort interior. Tanmateix, el seu muntatge requereix un disseny acurat i una mà d'obra de qualitat per garantir el correcte funcionament de l'estructura.
Si s'instal·len en climes més freds, subjectes a l'acumulació de grans quantitats de neu, la seva estructura ha d'estar dissenyada per suportar la càrrega de pes addicional exercida pel gel durant tot el període hivernal.
Un altre factor de càrrega estructural important a tenir en compte a l'hora de calcular les dimensions de l'estructura d'aquestes cobertes és la força exercida pels vents. No obstant això, a causa de la reduïda presència de punts d'encaix entre les teules, els terrats tendeixen a presentar menys problemes pel que fa a l'aparició d'infiltracions i fuites. La presència del parapet també proporciona una protecció addicional contra els vents, fent que aquests terrats siguin més resistents en situacions on es produeixen tempestes severes.
| Característica             | Terrat                 | Teulada convencional               |
| Aspecte                    | Modern, visualment net | Tradicional, amb teules a la vista |
| Aïllament tèrmic i acústic | Més gran               | Menor                              |
| Comoditat de l'usuari      | Més gran               | Menor                              |
| Capacitat de drenatge      | Menor                  | Més gran                           |
| Resistència a la neu       | Menor                  | Més gran                           |
| Resistència al vent        | Més gran               | Menor                              |
| Manteniment                | Més complex            | Més senzill                        |
| Cost final                 | El més alt             | Més accessible                     |

### Elements
A l'hora d'escollir entre una terrat i una teulada convencional, cal tenir en compte diversos factors, com ara el cost, l'estètica final desitjada i la funcionalitat de la propietat.
En general, els terrats tenen els següents elements i paràmetres constructius:

#### Estructura
La llosa inferior de formigó ha d'estar dissenyada per suportar el pes de tot el terrat, les rajoles, tela asfáltica, els tabics conillers i les càrregues addicionals, com ara les persones i els equips que s'hi puguin instal·lar, inclosos els dipòsits d'aigua i les unitats d'aire condicionat. Per tant, l'estructura de suport, que pot incloure murs estructurals, bigues i pilars, s'ha de dimensionar durant la fase de disseny del projecte per garantir la seguretat i la durabilitat del terrat.

#### Parapet lateral
El parapet consisteix en un element de maçoneria la funció principal del qual és protegir i amagar les rajoles, donant un aspecte continu a la façana de l'edifici.

#### Rajoles
Les rajoles utilitzades poden ser de diferents tipus i materials, com ara ceràmica, formigó, fibrociment, polímers o metalls. No obstant això, la més recomanada pels enginyers és la rajola termoacústica, també coneguda popularment com a " rajola sandvitx ", ja que a més d'una major durabilitat, ofereix un rendiment superior en relació amb el confort tèrmic i acústic de l'ambient interior.

#### Pendent
El terrat té un lleuger pendent per garantir el drenatge de l'aigua de pluja. Aquest pendent és generalment imperceptible a simple vista, i s'aconsegueix mitjançant un subtil pendent de la llosa. Per tant, un sistema de drenatge eficient és essencial per evitar la infiltració i els danys a l'estructura. Consta de canalons, conductors i tapajuntes, que dirigeixen l'aigua al sistema de recollida d'aigües pluvials, a un sistema de reutilització o a un punt d'eliminació adequat.

#### Impermeabilització
En alguns casos, aquests terrats requereixen l'adopció de mètodes d'impermeabilització eficients per evitar la infiltració. L'elecció del material d'impermeabilització és crucial per a la durabilitat del terrat. Les més utilitzades són les cobertes metàl·liques, les mantes bituminoses, les pintures especials o les membranes sintètiques.